# Дорудон
Дорудони — рід вимерлих китоподібних, що жили поруч з базилозаврами від 40 до 36 млн років тому під час еоцену. Вони мали тіло приблизно 5 м завдовжки і, очевидно, були хижаками, що харчувалися дрібною рибою та молюсками. Дорудони жили у теплих морях по всьому світі, їх скам'яніли залишки знаходять як у Північній Америці, так і в Єгипті.
Спочатку дорудони вважалися дитинчатами базилозаврів, однак потім, після знахідок решток малих дорудонів стало ясно, що вони є окремим, хоча й близьким видом. Хоча дорудони зовнішністю були подібні сучасним китам, вони, як і базилозаврі, не мали у мозку жирової подушки — спеціального органу, який надає сучасним зубатим китам здатність генерувати ультразвук та користуватися ехолокацією. Вважається, що способом пересування вони були схожі з дельфінами, але не мали їх складної системи соціальних стосунків і були переважно одиночними тваринами.
Згідно з деякими системами класифікації дорудони і базилозаври вважаються двома підродинами родини Basilosauridae; інші розглядають їх як дві окремі родини підряду Archaeoceti ряду китоподібних. Деякі спеціалісти вважають саме дорудонів безпосередніми предками усіх сучасних китоподібних, але така точка зору поки що не набула широкого визнання.

## Цікаві дрібниці
Живі дорудони засобом комп'ютерного моделювання та анімації були відтворені в другій серії фільму Бі-Бі-Сі «Прогулянки з доісторичними тваринами», де показана сцена полювання самиці базилозавра на дорудонів.